# Adolf Øien
Adolf Ferdinand Øien, född 9 oktober 1849 i Trondheim, död 19 november 1918 i Stockholm, var en norsk affärsman och donator. 
Øien blev 1876 delägare i och 1885 ensam innehavare av handelsfirman "Øien & Wahl", deltog därjämte i upprättande av betydande industriella företag (bland annat Ilens såpfabrik och smältverk och Trondheims trådspikfabrik) och hade en mängd kommunala förtroendeuppdrag. År 1912 blev han svensk konsul och 1918 generalkonsul i Trondheim. 
Under årens lopp ihågkom Øien institutioner och föreningar med gåvor och efterlämnade mycket betydande förmögenhet. Han gjorde betydande donationer till inrättande av en handelshögskola i Trondheim, till en kapitalfond för denna skola och Norges tekniska högskola samt till bland annat upprättande av allmännyttiga och kulturella institutioner i Trondheim och till ålderdomshem.